# ファリダ (エジプト王妃)

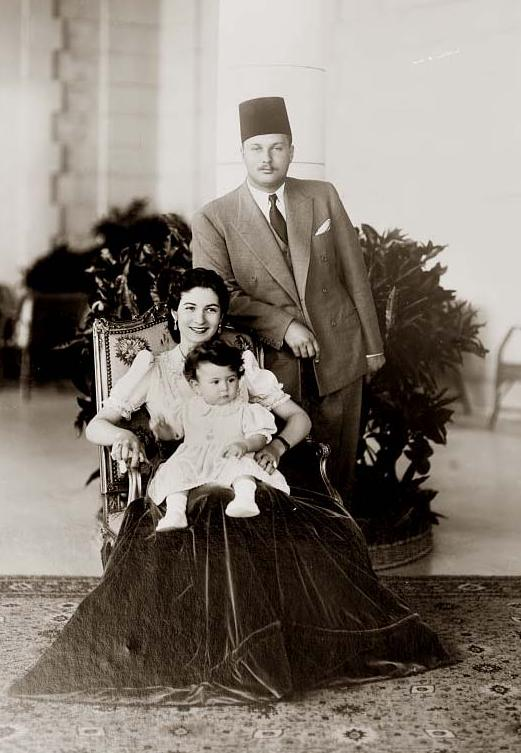
長女フェリアルを抱くファリダと夫ファールーク1世、1938年または1939年

ファリーダ（亜剌:فريدة；ラテン文字転写:Farida, 1921年9月5日 アレクサンドリア - 1988年10月16日 カイロ）は、エジプト王ファールーク1世の最初の妻。エジプト王妃。出生時の姓名はサフィナーズ・ズルフィカール（صافيناز ذو الفقار；Safinaz Zulficar）といった。

## 生涯
アレクサンドリアの貴族の娘として生まれた。父のユースフ・ズルフィカール・パシャ（Youssef Zulficar Pasha）はアレクサンドリアの混合控訴裁判所の副所長を務めており、母のザイナブ・ハヌム（Zainab Khanum）は宰相のムハンマド・サイード・パシャ（Muhammad Said Pasha）の娘で、ナーズリー王妃の女官だった。また母方の叔父マフムード・サイード（1897年 - 1964年）は高名な画家であった。フランス人修道女が経営するノートルダム・ド・シオン校（Notre Dame de Sion）で教育を受けた。
1938年1月20日にカイロのサラヤー・エル・クッバ（Saraya el-Kubba）において、ファールーク1世王と結婚した。新王妃は先王フアード1世が導入した王家のメンバーのイニシャルを「f」に統一する伝統に従い、「ファリダ」と改名した。ファリダは欧米の影響から政治・外交面でファーストレディが求められる時代に王妃となり、エジプト赤新月社の総裁やその他の女性組織の名誉会長を務めた。
国王夫妻の間には3人の娘が生まれたが、その後は妊娠の兆候は見られなかった。男子の後継者をもうける必要に迫られたファールーク1世は、1948年11月19日にファリダと離婚して、1951年にナリマン・サディクと再婚した。ファリダは1963年にエジプトを離れてレバノンに移住し、1968年よりパリに移って絵画制作を学んだ。1974年、アンワル・アッ＝サーダート政権下に帰国した。サーダート大統領はファリダに年金を与えて生活を保障し、ファリダは画家として活動した。1988年に白血病のためカイロで死去した。
ファリダは王妃の座にあった間、世界で最も美しい女性の1人と称賛されていた。1948年の離婚劇はファリダに対する大きな同情を呼び起こし、特に欧米ではファールーク1世を頑迷固陋な専制君主だとする見方が強まった。

## 子女
ファールーク1世との間に3人の娘をもうけた。
- フェリアル（1938年 - 2009年）
- ファウズィーヤ（1940年 - 2005年）
- ファディア（1943年 - 2002年）